# Tomasz Frankowski
Tomasz „Franek“ Frankowski (* 16. August 1974 in Białystok) ist ein ehemaliger polnischer Fußballspieler.
In Polen trägt Tomasz Frankowski wegen seiner graziösen Spielweise den Spitznamen „Kotek“, was übersetzt Kätzchen heißt.

## Verein
Seine Karriere begann er bei Jagiellonia Białystok, ehe er 1993 nach Frankreich wechselte und dort insgesamt bei vier Vereinen spielte. Sein größter Erfolg zur damaligen Zeit war der UI-Cup Sieg 1995 mit Racing Straßburg. 
Nach Missverständnissen wurde Frankowski erst wieder in Polen bei Wisła Krakau zur festen Größe. Er gewann mit Wisła Krakau fünf polnische Meisterschaften, in den Jahren 1999, 2001, 2003, 2004 und 2005, zwei Polnische Pokale in den Jahren 2002 und 2003, sowie 2001 einen Liga-Pokal. Er war 1999, 2001 und 2005 der beste Stürmer, mit bisher 173 Spielen und 115 Toren in der Ekstraklasa. 
Ab 2005 versuchte er es wieder im Ausland bei Vereinen wie FC Elche und Wolverhampton Wanderers. Doch auch hier konnte sich Frankowski nicht durchsetzen und so führte sein Weg in die zweite spanische Liga zu CD Teneriffa. Dort allerdings konnte er ebenfalls nicht überzeugen und kehrte nach Wolverhampton zurück. Hier wurde im beidseitigen Einverständnis der Vertrag aufgelöst.
Im Februar 2008 unterschrieb er einen Vertrag bei Chicago Fire und erzielte dort in 17 Spielen 2 Tore. Nachdem er dort auch nicht glücklich zu sein schien, kehrte er in der Winterpause nach Polen zu seinem Heimatverein Jagiellonia Białystok zurück. Dort unterschrieb er einen Vertrag für 2 Jahre.
Bei seinem Ligaeinstand für Bialystok gegen Arka Gdynia am 28. Februar 2009 erzielte Frankowski zum Einstand direkt zwei Treffer. Gleich in seiner ersten Saison gewann er mit Jagiellonia den polnischen Pokal und den polnischen Supercup. Es sind die bislang einzigen Titel des Klubs aus Ostpolen.

## Nationalmannschaft
Als Stürmer spielte er für die polnische Nationalmannschaft. Zwischen 1999 und 2006 erzielte er bei seinen 22 Einsätzen insgesamt zehn Tore. 

## Erfolge
- 1× UI-Cup Sieger (1995)
- 1× J. League Division 1: Vizemeister (1996)
- 5× Polnischer Meister (1999, 2001, 2003, 2004 und 2005)
- 3× Polnischer Pokalsieger (2002, 2003 und 2010)
- 1× Polnischer Supercupsieger (2001 und 2010)
- 1× Polnischer Ligapokalsieger (2001)

### Auszeichnungen
- 4× Torschützenkönig: 1998/99, 2000/01, 2004/05, 2010/11